# Pelusios castaneus
Pelusios castaneus là một loài rùa trong họ Pelomedusidae. Loài này được Schweigger mô tả khoa học đầu tiên năm 1812.

## Hình ảnh

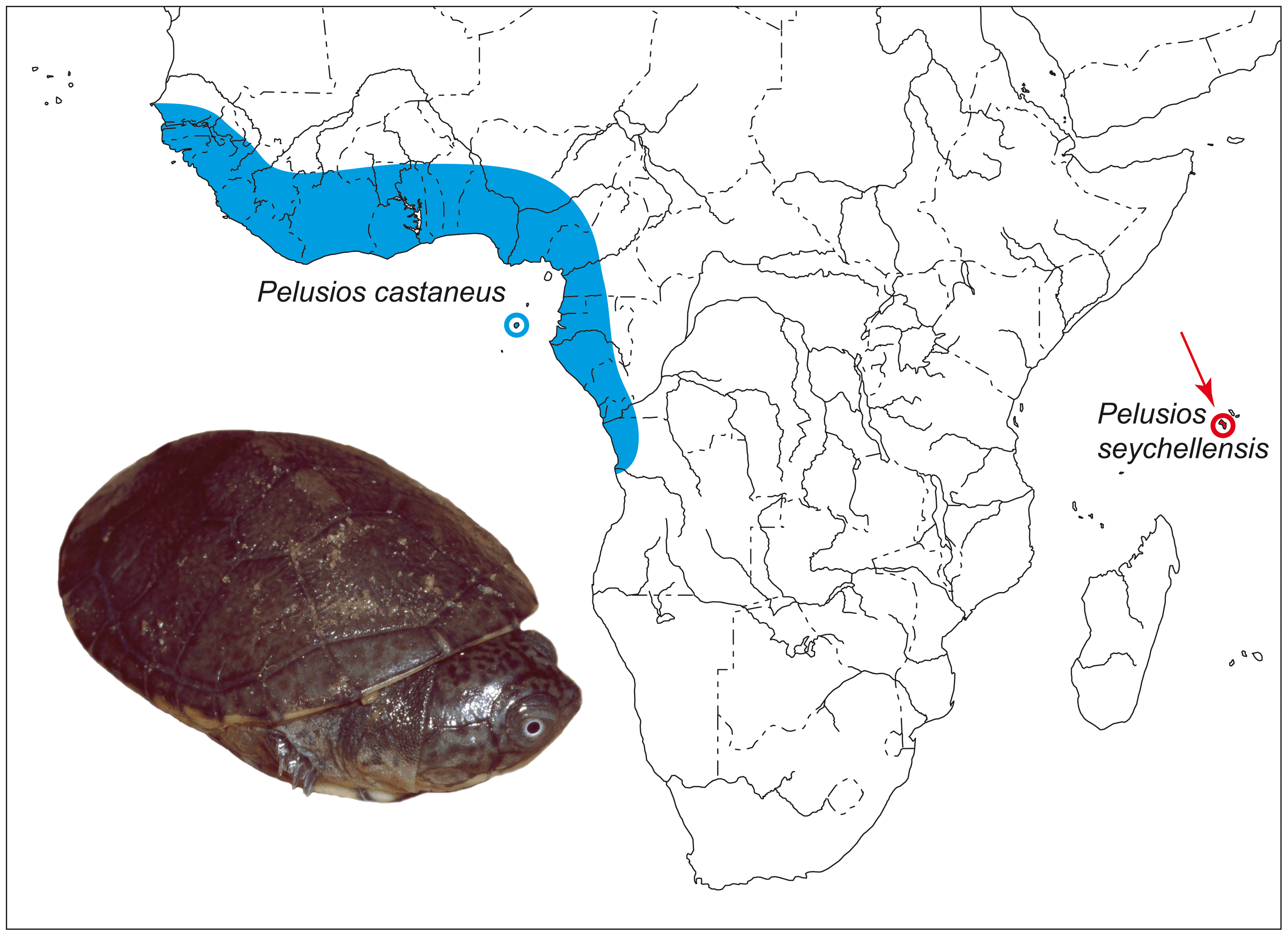
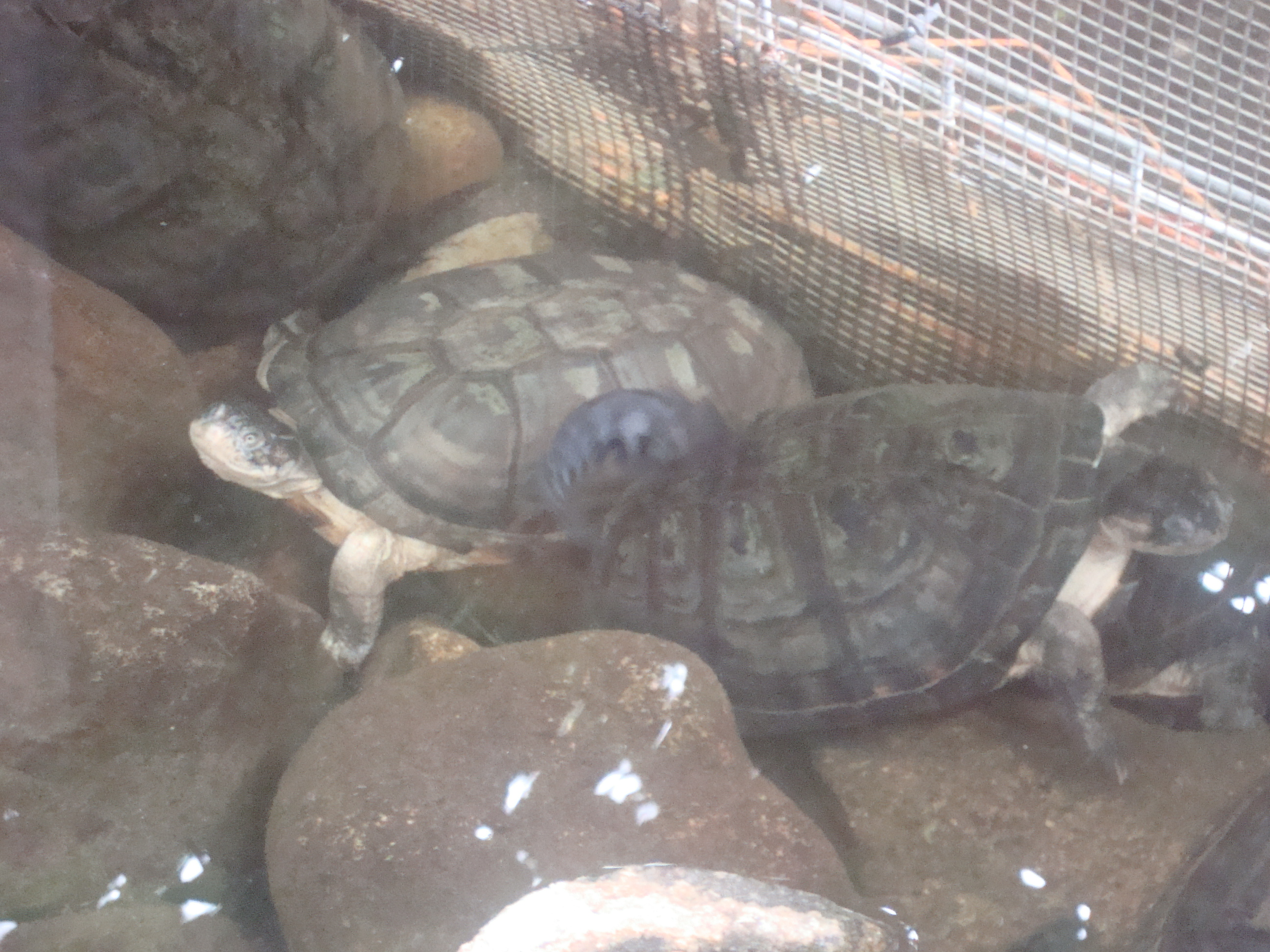
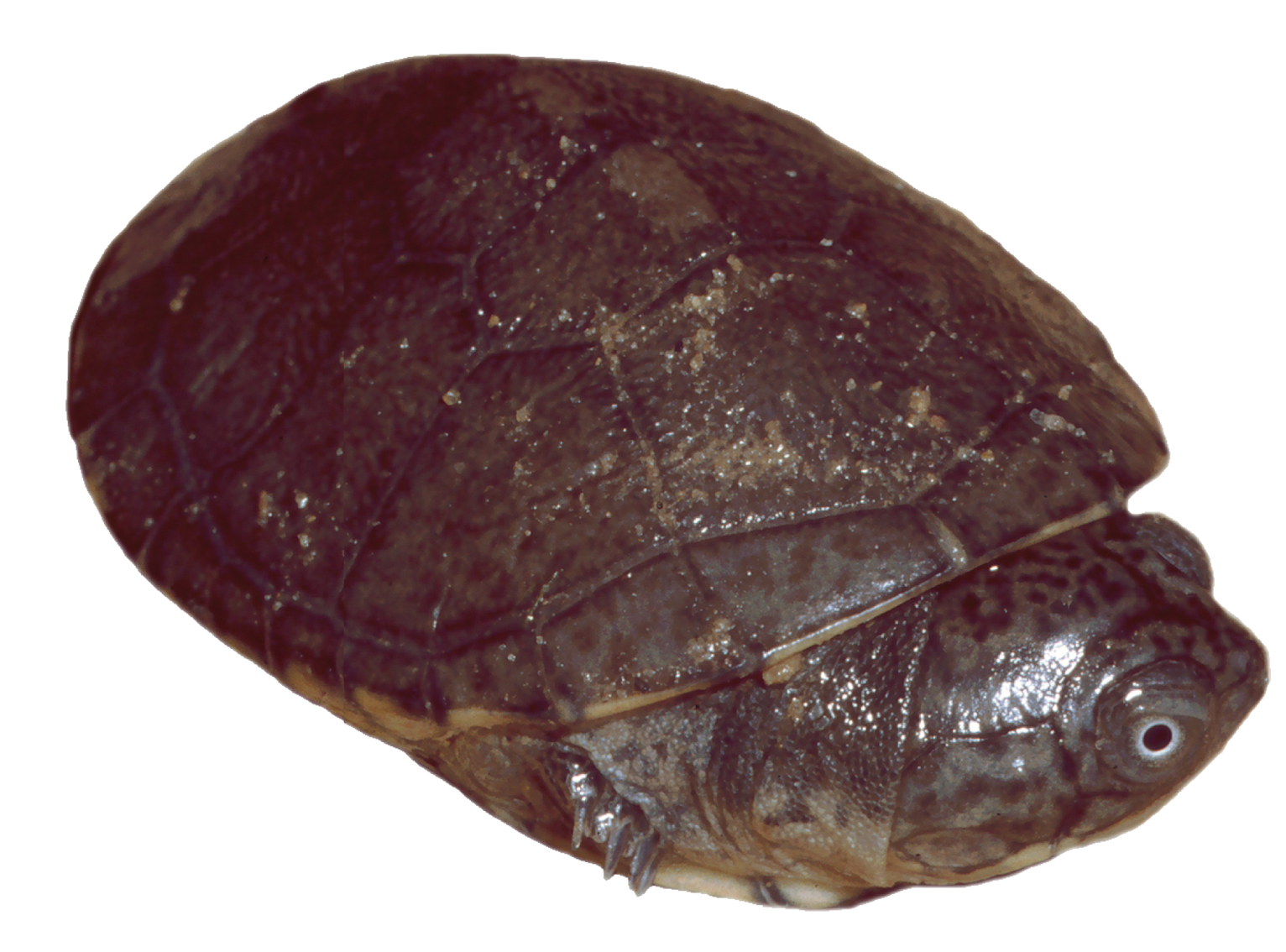
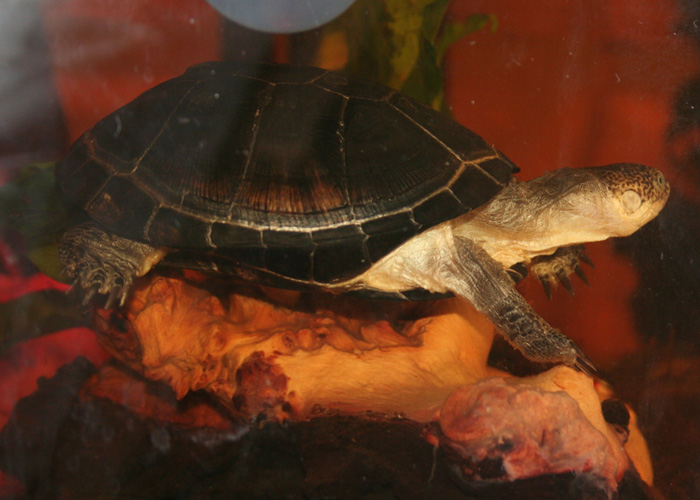